# Solmånesjön
Solmånesjön (kinesiska: 日月潭; pinyin: Rìyuè tán) är den största insjön i Taiwan. Den ligger 748 meter över havet i ett bergigt område i Nantou härad i den centrala delen av landet. Sjön är en av Taiwans tretton vackraste platser.
Den lilla ön Lalu, tidigare Kwanghwa Island, ligger mitt i sjön. Där har tidigare funnits en liten paviljong, men den har flyttats till fastandet efter att en del av ön raserades i jordbävningen i Chichi 1999. Thaofolket, en urbefolkning på Taiwan, härstammar från området runt sjön och Lalu är en av deras heliga platser.
Solmånesjön dämdes upp under det japanska styret på 1930-talet för att bli reservoar till ett vattenkraftverk. Många byggnader översvämmades och ett Werwutempel byggdes på stranden  som ersättning för flera förlorade tempel.
Idag är sjön 7,93 km² stor med ett största djup på 27 meter. Den är reservoar för Mingtan kraftverk och Minhu kraftverk.
Solmånesjön är avbildat i de kinesiska passen som utges efter år 2012 och det har utlöst protester från flera håll.